# لاديسلاف ألماسي
لاديسلاف ألماسي هو لاعب كرة قدم سلوفاكي في مركز الهجوم، ولد في 6 مارس 1999 في براتيسلافا في سلوفاكيا. لعب مع بانيك أوسترافا ونادي أحمد غروزني ونادي سينيتسا.

## وصلات خارجية
- لاديسلاف ألماسي على موقع الاتحاد الأوربي (الإنجليزية)
- لاديسلاف ألماسي على موقع قاعدة بيانات كرة القدم.إي يو (الإنجليزية)
- لاديسلاف ألماسي على موقع ناشيونال فوتبول تيمز (الإنجليزية)
- لاديسلاف ألماسي على موقع Soccerway.com (الإنجليزية)
- لاديسلاف ألماسي على موقع عالم كرة القدم.نت (الإنجليزية)